# Hongxing (Yichun)
Der Stadtbezirk Hongxing (chinesisch 红星区, Pinyin Hóngxīng Qū) der bezirksfreien Stadt Yichun in der chinesischen Provinz Heilongjiang im Nordosten der Volksrepublik China hat eine Fläche von 3.042 km² und zählt 30.000 Einwohner (2004).
Koordinaten: 48° 14′ N, 129° 23′ O